# Saint-Hilaire, Haute-Garonne
Saint-Hilaire är en kommun i departementet Haute-Garonne i regionen Occitanien i södra Frankrike. Kommunen ligger i kantonen Muret som tillhör arrondissementet Muret. År 2022 hade Saint-Hilaire 1 726 invånare.

## Befolkningsutveckling
Antalet invånare i kommunen Saint-Hilaire
Referens:INSEE